# Vuelta al País Vasco 1996
La XXXVI Vuelta al País Vasco, disputada entre el 8 y el 12 de abril de 1996, estaba dividida en 5 etapas para un total de 817 km. El italiano Francesco Casagrande se impuso en la clasificación general. 

## Etapas
| Etapa           | Fecha       | Recorrido                  | km  | Vencedor de la Etapa | Líder de la general  |
| --------------- | ----------- | -------------------------- | --- | -------------------- | -------------------- |
| 1ª              | 8 de abril  | Lasarte > Lasarte          | 126 | Laurent Jalabert     | Laurent Jalabert     |
| 2ª              | 9 de abril  | Lasarte > Galdácano        | 190 | Francesco Casagrande | Francesco Casagrande |
| 3ª              | 10 de abril | Galdácano > Vitoria        | 200 | Stefano Zanini       | Francesco Casagrande |
| 4ª              | 11 de abril | Vitoria > Lecumberri       | 198 | Francesco Frattini   | Davide Rebellin      |
| 5.ª 1.er sector | 12 de abril | Lecumberri > Orio          | 97  | Neil Stephens        | Pascal Hervé         |
| 5.ª 2.º sector  | 12 de abril | Orio > Venta de Orio (CRI) | 6,5 | Francesco Casagrande | Francesco Casagrande |

## Clasificación general
| Posición | Ciclista              | Equipo             | Tiempo      |
| -------- | --------------------- | ------------------ | ----------- |
|          | Francesco Casagrande  | Saeco              | 20h 50' 21" |
| 2        | Pascal Hervé          | Festina            | + 3"        |
| 3        | Abraham Olano         | Mapei-GB           | + 27"       |
| 4        | Mauro Gianetti        | Team Polti         | + 31"       |
| 5        | Evgueni Berzin        | Gewiss-Ballan      | + 42"       |
| 6        | Jesús Montoya         | Motorola           | + 54"       |
| 7        | Stefano Della Santa   | Mapei-GB           | + 54"       |
| 8        | Alexander Gontchenkov | Roslotto-ZG Mobili | + 1'02"     |
| 9        | Juan Carlos Domínguez | Kelme              | + 1'12"     |
| 10       | Davide Rebellin       | Banesto            | + 1'18"     |